# Västra Ryds landskommun, Östergötland
För landskommunen med detta namn i Uppland, se Västra Ryds landskommun, Uppland.
Västra Ryds landskommun var en tidigare kommun i Östergötlands län. 

## Administrativ historik
Den inrättades i Västra Ryds socken i Ydre härad i Östergötland när 1862 års kommunalförordningar trädde i kraft den 1 januari 1863. År 1880 utbröts ett område för att ingå i nybildade Blåviks landskommun.
Vid kommunreformen 1952 uppgick denna  i Ydre landskommun som 1971 ombildades till Ydre kommun.

## Politik

### Mandatfördelning i Västra Ryds landskommun 1946
| 3 | 6 | 4 | 2 |

| 14 |